# Сабер Хеліфа
Сабер Хеліфа (араб. صابر خليفة‎; нар. 14 жовтня 1988, Габес) — туніський футболіст, нападник клубу «Клуб Африкен» та національної збірної Тунісу.

## Клубна кар'єра
У дорослому футболі дебютував 2005 року виступами за команду клубу «Стад Габезьєн», в якій провів один сезон, взявши участь у 29 матчах чемпіонату.
Своєю грою за цю команду привернув увагу представників тренерського штабу клубу «Есперанс», до складу якого приєднався 2006 року. Відіграв за команду зі столиці Тунісу наступні п'ять сезонів своєї ігрової кар'єри.
Протягом 2008—2010 років захищав кольори команди клубу «Хаммам-Ліф». У 2011 році також на правах оренди недовго грав за лівійське «Аль-Аглі» (Бенгазі).
До складу клубу «Евіан» приєднався 2011 року. За два сезони встиг відіграти за команду з Гаяра 56 матчів в національному чемпіонаті.
Влітку 2013 року, після того як «Евіан» вилетів з Ліги 1, перейшов у «Марсель», де провів наступний сезон. 26 липня 2014 року Халіфа був відданий в оренду в «Клуб Африкен», який 2016 року викупив контракт гравця.

## Виступи за збірну
У 2010 році дебютував в офіційних матчах у складі національної збірної Тунісу.
У складі збірної був учасником Кубка африканських націй 2012 року у Габоні та Екваторіальній Гвінеї, Кубка африканських націй 2013 року у ПАР. Також був включений до заявки національної команди до участі у Кубку африканських націй 2015, проте напередодні турніру травмувався і був замінений на Ахмеда Акаїші.
Через два роки був учасником Кубка африканських націй 2017 року в Габоні.
У травні 2018 року був включений до заявки збірної для участі у тогорічному чемпіонаті світу.

## Досягнення
Клубні
 «Есперанс»
- Володар Кубку Тунісу: 2006/07, 2007/08, 2010/11
- Володар Кубка володарів кубків УНАФ: 2008
- Чемпіон Тунісу: 2010/11

 «Евіан»
- Фіналіст кубку Франції (1): 2012/13

 «Клуб Африкен»
- Чемпіон Тунісу: 2014/15
- Володар Кубку Тунісу: 2016/17, 2017/18

Індивідуальні
- Найкращий бомбардир чемпіонату Тунісу: 2014/15 (15 голів)